# Alfa Romeo 6C 3000 Competizione Maggiorata
Alfa Romeo 6C 3000 Competizione Maggiorata är en sportvagn, tillverkad av den italienska biltillverkaren Alfa Romeo mellan 1952 och 1954.

## Bakgrund
Alfa Romeo var mycket framgångsrika inom bilsporten under tjugo- och trettiotalet och efter andra världskriget vann fabrikens förare de två första formel 1-säsongerna med Alfettan, en bil konstruerad redan före kriget. När reglementet för F1 gjordes om till 1952 drog sig Alfa Romeo ur och satsade på en sportvagn baserad på 6C-modellen, även det en förkrigskonstruktion.

## Alfa Romeo 6C 3000
Namnet 6C 3000 användes redan 1950 på en prototyp till en moderniserad 6C-modell med trelitersmotor. Den bilen fick ge vika för den mindre 1900-modellen men 1952 presenterades tävlingsbilen 6C 3000 Competizione Maggiorata. Maggiorata betyder ”förstorad” och motorns slagvolym hade ökats till 3,5 liter. Bilen byggdes runt en rörram och enligt tidens mode hade den De Dion-axel bak. Karossbyggaren Colli från Milano byggde fyra coupéer och två spyders med en formgivning som påminde om Disco Volante.
Till säsongen 1954 byggdes en av bilarna om till 6C 3000 Passo Ridotto. Bilen fick en mindre trelitersmotor anpassad efter nya regler och hjulbasen kortades till 220 cm. Senare användes bilarna för utveckling och tester och en bil försågs med skivbromsar runt om.

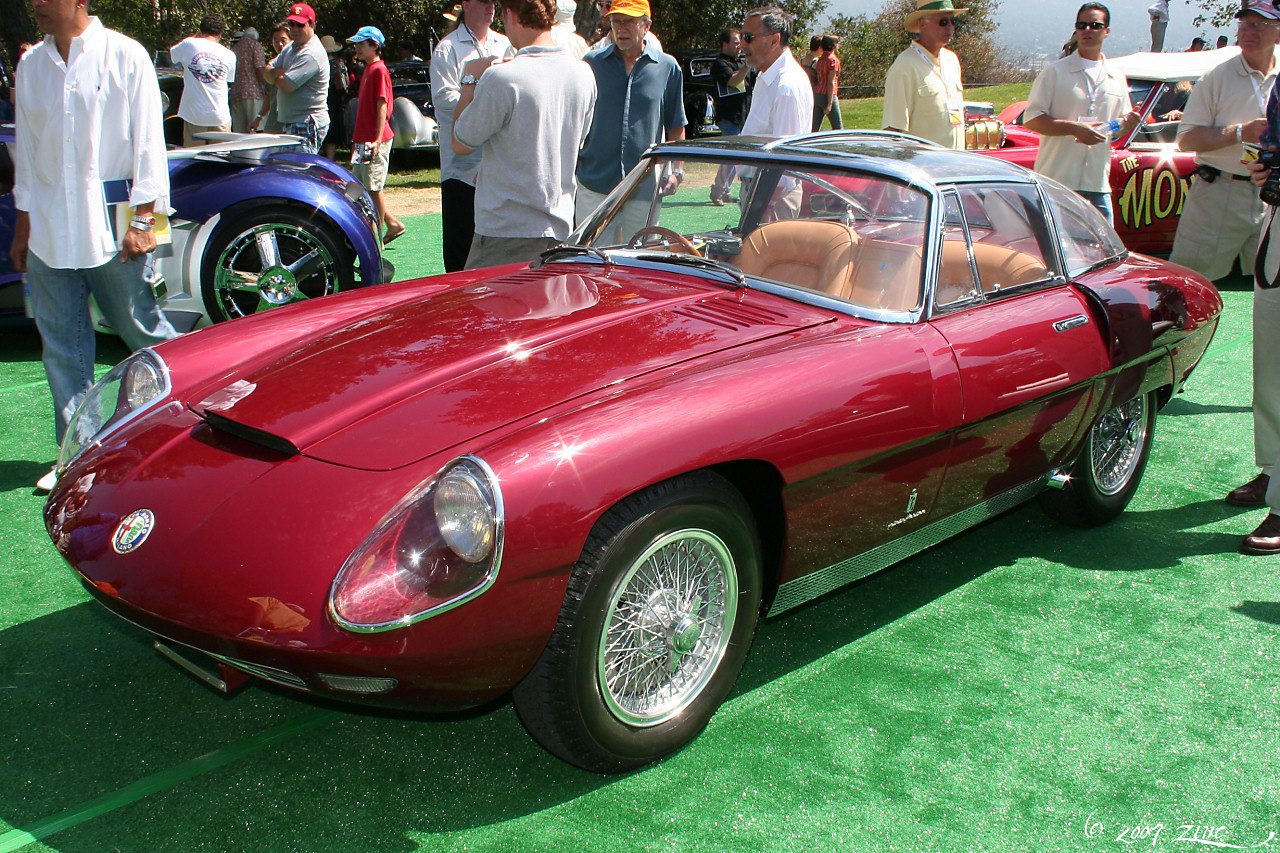
Pininfarinas Alfa Romeo Superflow IV.

Efter den aktiva tävlingskarriären med fabriksstallet såldes flera bilar vidare. En av dessa köptes av Joakim Bonnier och fick ny kaross från Zagato. En bil fick coupé-kaross från Mario Boano och köptes av Argentinas president Juan Peron. En tredje bil gick till Pininfarina som mellan 1956 och 1960 byggde fyra olika strömlinjeformade karosser till den, kallade Superflow.

## Tekniska data
| Tekniska data           | 3000 CM                                               |
| ----------------------- | ----------------------------------------------------- |
| Motor:                  | 6-cylindrig radmotor                                  |
| Cylindervolym:          | 3495 cm³                                              |
| Borrning x slaglängd:   | 87 x 98 mm                                            |
| Max effekt vid varvtal: | 275 hk vid 6 500 v/min                                |
| Kompression:            | 8,2 : 1                                               |
| Ventilstyrning:         | Dubbla överliggande kamaxlar, 2 ventiler per cylinder |
| Bränslesystem:          | 6 st Weberförgasare                                   |
| Växellåda:              | 5-växlad manuell                                      |
| Hjulupphängning fram:   | Dubbla längslänkar, skruvfjädrar, krängningshämmare   |
| Hjulupphängning bak:    | De Dion-axel, skruvfjädrar                            |
| Bromsar:                | Hydrauliska trumbromsar                               |
| Chassi & kaross:        | Fackverksram i stål med aluminiumkaross               |
| Hjulbas:                | 225 cm                                                |
| Torrvikt:               | 930 kg                                                |
| Toppfart:               | 250 km/h                                              |

## Tävlingsresultat
Juan Manuel Fangio ledde länge Mille Miglia 1953 men fick mekaniska problem och slutade på andra plats. Senare samma år vann Fangio Supercortemaggiore Grand Prix i Merano. Det blev 3000-modellens främsta resultat. Följande säsonger blev den utmanövrerad av snabbare konkurrenter från Lancia och Ferrari.